# Cerdocyon avius
Espèce
Cerdocyon avius est une espèce éteinte de mammifères omnivores, similaire au renard des savanes, de la famille des Canidae, qui habitait le Mexique durant le Pliocène.